# 梅光学院大学女子短期大学部
梅光学院大学女子短期大学部（ばいこうがくいんだいがくじょしたんきだいがくぶ、英語: Baiko Gakuin Women's Junior College）は、山口県下関市向洋町1-1-1に本部を置いていた日本の私立大学である。1964年に設置され、2006年に廃止された。大学の略称は梅短（ばいたん）。

## 概要

### 大学全体
- 山口県下関市に所在した日本の私立短期大学で、設置主体は学校法人梅光学院[2]。
- 1964年、学校法人梅光女学院により梅光女学院短期大学として開学し、当初は学科数1、入学定員80名体制[3]。大学開学後も併設型の短大として学生募集をおこなってきた。元々は2つの学科を擁していたが、最終的には学科統合により1学科体制となる。
- 2004年度の入学生を最後に[注釈 2]、2006年に短期大学としての使命を終える[注釈 3]。

### 教育および研究
- 言語コミュニケーション学科が置かれ、それらには｢日本語コミュニケーション｣・｢英語コミュニケーション｣・｢人間関係｣の各コースが設置されていた。ちなみに｢日本語コミュニケーション｣コースは日本文学科、｢英語コミュニケーション｣コースは英米文学科とそれぞれ旧来の教育内容を引き継いだものとなっていた[5]。
- 一般教育科目 には｢キリスト教と人間｣と題した宗教系科目が開講されていた。

### 学風および特色
- アメリカ人宣教師のヘンリー・スタウト夫妻により創設された英語塾「スタージェス・セミナリー」が起源となっていることから、キリスト教思想に基づいた教育がベースとなっていた。
- 国際交流が盛んであり、アメリカのカリフォルニア州における海外研修が実施されていた。

## 沿革
- 1872年
  - アメリカ改革派教会宣教師のヘンリー・スタウト夫妻により、長崎市内に英語塾「スタージェス・セミナリー」(東山学院)が開設される。

- 1879年

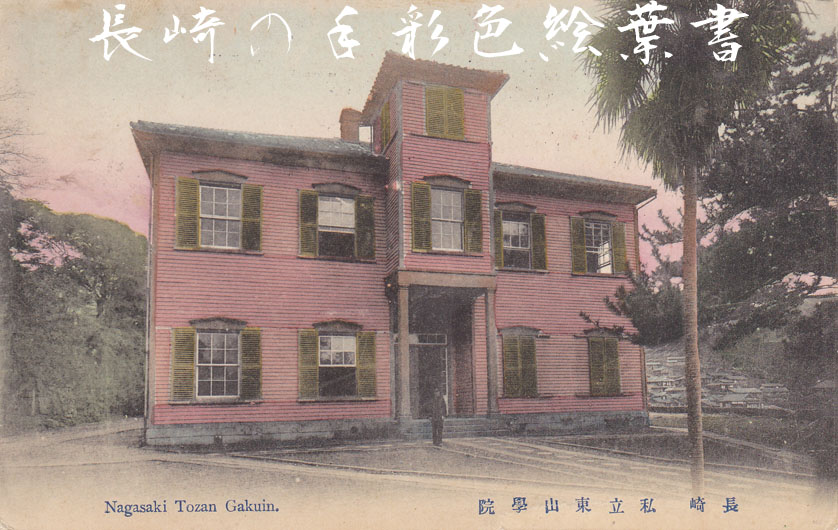
東山学院　旧スチイル記念学校　スタージェス・セミナリー　手彩色絵葉書

  - 長老派教会である、日本基督教会の牧師服部章蔵、山口市に光塩学校を開設する。
- 1890年 光塩学校、広島市の広陵女学校を合併し山口英和女学校となる。スタージェス・セミナリー、梅香崎女学校となる。
- 1892年
  - 山口英和女学校が光城女学院と改名される。
- 1914年
  - 梅香崎女学校と光城女学院が合併し、下関梅光女学院が誕生。
- 1941年
  - 財団法人下関梅光女学院、設立。
- 1951年
  - 3月14日 学校法人梅光女学院が設立する[6]。
- 1964年
  - 1月25日 左記を以て文部省[注 2]より短期大学の設置が認可される[7]。
  - 4月1日 梅光女学院短期大学として以下の学科体制にて開学する[8]。
    - 英文科 入学定員80名[9]

  - 5月1日 学生数[10]/定員
    - 英文科 85[注釈 4]/80
- 1965年
  - 4月1日 以下の学科を増設する[11]。
    - 国文科 入学定員40名[注釈 5]

  - 5月1日 学生数[13]/定員
    - 英文科 233[注釈 4]/160
    - 国文科 79[注釈 4]/40
- 1966年
  - 4月1日 学科の入学定員増を以下の通り行う[14]。
    - 英文科 80[注釈 5]→120[注釈 6]
    - 国文科 40[注釈 5]→80[注釈 6]

  - 5月1日 学生数[16]/定員
    - 英文科 351[注釈 4]/200
    - 国文科 177[注釈 4]/120
- 1974年
  - 4月1日 以下の通り学科名の変更が行なわれる[17]。
    - 国文科→日本文学科
    - 英文学科→英米文学科
- 1975年
  - 4月1日 学科の入学定員増を以下の通り行う[注釈 7]。
    - 日本文学科 80[注釈 8]→135[注釈 9]　
    - 英米文学科 120[注釈 8]→180[注釈 9]

  - 同 梅光女学院大学短期大学部と改称[注釈 7]。
  - 5月1日 学生数[21]/定員
    - 英米文学科 458[注釈 4]/300
    - 日本文学科 354[注釈 4]/215
- 1981年
  - 4月1日 学科の入学定員増を以下の通り行う[22]。
    - 英米文学科 180[注釈 10]→220[注釈 11]
    - 日本文学科 135[注釈 10]→165[注釈 11]

  - 5月1日 学生数[25]/定員
    - 英米文学科 476[注釈 4]/400
    - 日本文学科 346[注釈 4]/300
- 1992年
  - 5月1日 学生数[注 3]/定員
    - 英米文学科 558[注釈 4]/440
    - 日本文学科 407[注釈 4]/330
- 1999年
  - 4月1日 学科の定員減を以下の通り行う[28]。
    - 英米文学科 220→170
    - 日本文学科 165→155

  - 5月1日 学生数[29]/定員
    - 英米文学科 176[注釈 4]/390
    - 日本文学科 179[注釈 4]/330
- 2000年
  - 4月1日 この年度の入学生より日本文学科が英米文学科を統合し、再編して以下の学科として改めて設置する[注 4]。
    - 言語コミュニケーション科 入学定員300名[注 5]
- 2001年
  - 4月1日 言語コミュニケーション科の入学定員を300→150に減員[35]。
  - 同 梅光学院大学女子短期大学部 に改称[35]。名前の通り、大学は共学となったが短大は女子のみであった。　
  - 12月20日 左記をもって以下、旧来の学科が文部科学省より廃止認可される[36]。
    - 英米文学科
    - 日本文学科
- 2004年
  - 4月1日 この年度で学生募集を終了[注釈 2]。
- 2006年
  - 9月12日 左記をもって文部科学省より廃止認可される[注釈 3]。

## 基礎データ

### 所在地
- 山口県下関市向洋町1-1-1[注釈 1]

### 象徴
- 梅光学院大学女子短期大学部のカレッジマークは右記資料にあり[注 6]

## 教育および研究

### 組織

#### 学科
- 言語コミュニケーション科 入学定員150名[注 7]

##### 旧学科
- 英米文学科 入学定員220名[注釈 12]
- 日本文学科 入学定員165名[注釈 12]→言語コミュニケーション学科

#### 専攻科
- なし

#### 別科
- なし

#### 取得資格について
資格
- 司書[5]
- 学芸員補[5]

教職課程
- 中学校教諭二種免許状
  - 国語：言語コミュニケーション科の前身である日本文学科において設けられていた[41] 。
  - 英語：言語コミュニケーション科の前身である英米文学科において設けられていた[41]。

### 研究
- 『梅光女学院短期大学紀要』[42]
- 梅光女学院短期大学国語国文学会『国文学研究』[43]
- 梅光女学院大学英語英文学会『英文学研究』[44]ほか。

## 学生生活

### 部活動・クラブ活動・サークル活動
- 梅光学院大学女子短期大学部で活動していたクラブ活動[5]
  - 体育系：卓球・テニス・バドミントン・バレーボール・バスケットボール・弓道ほか
  - 文化系：ESS・茶道・書道・写真・新聞・文芸・映画・漫画ほか

## 大学関係者と組織

### 大学関係者一覧

#### 大学関係者
| 代   | 氏名       | 備考                                      |
| ---- | ---------- | ----------------------------------------- |
| 初代 | 広津信二郎 | 1964年 梅光女学院短期大学開学。           |
| 2代  | 佐藤泰正   | -                                         |
| 3代  | 中野新治   | 2001年 梅光学院大学女子短期大学部と改称。 |

#### 出身者
- 佐々木実季 - （フリーアナウンサー）

## 施設

### キャンパス
- 基本的には大学と共同[5]。

### 寮
- 「スターヂェス・ホーム」

## 対外関係

### 他大学との協定
- カリフォルニア州立大学

### 系列校
- 梅光学院大学

## 卒業後の進路について

### 編入学･進学実績
- 系列の梅光女学院大学（現在、梅光学院大学）ほか立命館大学・広島女学院大学などがある💛。